# Armada Music
Armada Music är ett nederländskt skivbolag startat 2003 och med inriktning på elektronisk musik såsom trance och house.